# The Kingsbury Manx
The Kingsbury Manx sind eine US-amerikanische Indie-Folk-Band aus dem Raum Greensboro/Chapel Hill, North Carolina, die offiziell 1999 gegründet wurde.

## Geschichte
Mitte der 1990er Jahre fanden an der gemeinsam besuchten Schule in Greensboro, North Carolina, Bill Taylor (Gitarre, Gesang), Ken Stephenson (Gitarre, Gesang), Scott Myers (Bass, Keyboard) und Ryan Richardson (Schlagzeug, Gesang) zusammen, um Musik zu machen. Zwar zog es zu Collegezeiten je zwei an unterschiedliche Orte, an den Wochenenden trafen sie sich jedoch in Chapel Hill, North Carolina, zum Schreiben eigener Lieder und zum Einstudieren derselben mit dem Ziel, ein Demoband zu erstellen. Dieses Demo aus dem Jahr 1999 gilt als die eigentliche Geburtsstunde von The Kingsbury Manx.
Overcoat Records nahm die Band aufgrund des Demos unter Vertrag. Auf die Schnelle wurde das selbstbetitelte Debütalbum The Kingsbury Manx aufgenommen und im Januar 2000 in den USA veröffentlicht. In Deutschland erschien es Anfang September 2000, kurz vor Beginn einer Deutschland/Österreich/Schweiz-Tournee im Vorprogramm von Calexico. Im Heimatland wurde das Album von verschiedenen Musikmagazinen in Jahresrückblicken zu den besten Neuerscheinungen gezählt.
In Richmond im Nachbarstaat Virginia wurde 2001 das Nachfolge-Album Let You Down eingespielt. Danach kam es zu Besetzungswechseln: Paul Finn (Keyboards) und Clarque Blomquist (Bass, Schlagzeug) ersetzten die Gründungsmitglieder Stephenson und Myers. Eine EP namens Afternoon Owls erschien im Herbst 2003 zur Tournee mit The Sea and Cake. Ebenfalls noch 2003 erschien das Album Aztec Discipline, dann – zwei Jahre später – beim lokalen Label Yep Roc Records The Fast Rise and Fall of the South. In großem zeitlichen Abstand veröffentlichte das Odessa-Label von Keyboarder Paul Finn die nächsten Alben Ascenseur Ouvert! (2009) und Bronze Age (2013).

## Stil
In Eclipsed meinte Bernd Sievers: „Alles ist minimal, sanft, zurückgezogen, sensitiv und vor allem intim.“
Die Stücke sind trotz „überladener Instrumentierung“ geprägt von den Gesangsmelodien und (Akustik-)Gitarrenphrasen. Die Orgeleinsätze finden in Rezensionen besondere Erwähnung.
Oliver Lambrecht beschrieb auf laut.de die ineinanderfließende Instrumentenvielfalt als ein „Aquarell aus feinste[m] Indiefolk-Pop“. Sein laut.de-Kollege Giuliano Banassi nannte den Stil „Folk, der sich mit psychedelischen Elementen und einer Spur Pop vermischt, aber kein Easy Listening darstellt. Die Klangwand, die aus den Lautspreche[rn] schallt, ist dafür viel zu massiv.“
Angestellte Vergleiche lauten stets: „frühe Pink Floyd“, Simon & Garfunkel, die Psychedelia-Phase der Byrds und der Beatles.

## Diskografie
- 2000: The Kingsbury Manx (Overcoat Recordings)
- 2001: Let You Down (Overcoat Recordings)
- 2003: Afternoon Owls (EP, Overcoat Recordings)
- 2003: Aztec Discipline (Overcoat Recordings)
- 2005: The Fast Rise and Fall of the South (Yep Roc Records)
- 2009: Ascenseur Ouvert! (Odessa Records)
- 2013: Bronze Age (Odessa Records)